# Brændte Eg
Den brændte Eg er en eg i skovene ved Egebjerggård ved Flyvesandet i Krogsbølle Sogn, Skam Herred, Nordfyns Kommune.
Den brændte Eg er over 200 år gammel og fik sit navn, da et lyn slog ned i træet, hvorefter halvdelen døde og resten groede videre.